# Chatham (Nova Jersey)
Chatham és una població dels Estats Units a l'estat de Nova Jersey. Segons el cens del 2007 tenia 8.266 habitants.

## Demografia
Segons el cens del 2000, Chatham tenia 8.460 habitants, 3.159 habitatges, i 2.385 famílies. La densitat de població era de 1.355,4 habitants/km².
Per edats la població es repartia de la següent manera: un 28,3% tenia menys de 18 anys, un 3,8% entre 18 i 24, un 33,5% entre 25 i 44, un 21,4% de 45 a 60 i un 13,0% 65 anys o més.
L'edat mediana era de 37 anys. Per cada 100 dones de 18 o més anys hi havia 87,0 homes.
La renda mediana per habitatge era de 101.991 $ i la renda mediana per família de 119.635 $. Els homes tenien una renda mediana de 81.543 $ mentre que les dones 59.063 $. La renda per capita de la població era de 53.027 $. Aproximadament l'1,7% de les famílies i el 2,2% de la població estaven per davall del llindar de pobresa.